# (464010) 2014 WW103
(464010) 2014 WW103 es un asteroide perteneciente al cinturón de asteroides, descubierto el 25 de noviembre de 2005 por el equipo Spacewatch desde el Observatorio Nacional de Kitt Peak (Arizona, Estados Unidos).